# Karruacris browni
Karruacris browni is een rechtvleugelig insect uit de familie Lentulidae. De wetenschappelijke naam van deze soort is voor het eerst geldig gepubliceerd in 1958 door Dirsh.